# وينفيلد تي. دوربن
وينفيلد تي. دوربن هو سياسي أمريكي، ولد في 4 مايو 1847 في لورنسبورغ في الولايات المتحدة، وتوفي في 18 ديسمبر 1928 في أندرسون في الولايات المتحدة. نشط حزبياً في الحزب الجمهوري. وقد انتخب حاكم إنديانا ‏ (14 يناير 1901 – 9 يناير 1905).